# Barske novine
Barske novine su lokalni časopis / magazin koji je od 1981. do 2003. izlazio u Baru, Crna Gora.

## Počeci
Prvi broj Barskih novina izašao je 15. aprila 1981. godine, na dvogodišnjicu katastrofalnog zemljotresa koji je pogodio Crnogorsko primorje. Redakciju su činili Miodrag Ćaki Lekić, Gordana Vujović, Božidar Pavlović, Radomir Peđa Marinović i Tihomir Brajović, glavni i odgovorni urednik bio je Maksim Lutovac - dugogodišnji direktor barske Gimnazije, tehnički urednik Dragan Mandić, dok su se o fotografijama brinuli Boško Mijović i Ante Baković. U zaglavlju je stajalo: Organ socijalističkog saveza radnog naroda Bara, cijena 5,00 dinara. Štampane su ćirilicom, sa crvenim logom na bijeloj pozadini. 

Barske novine su u početku izlazile kao mjesečnik u formatu časopisa, da bi od 1982. godine počele da izlaze petnaestodnevno. U 1983. pokreću prvi u nizu istorijskih feljtona Politički život u barskom srezu za vrijeme Milana Stojadinovića iz pera uglednog istoričara Šerba Rastodera. Iste godine kreće i saradnja informativnih kuća pobratimskih gradova, Bara i Bora u Srbiji, u vidu publikovanja zajedničkog izdanja Barskih novina i Borskih novosti, kako bi žitelji oba grada bili upoznati sa privrednim rezultatima dvaju regiona. Septembra 1985. novine ponovo počinju da izlaze jednom mjesečno. Od 15. juna 1986. postaju glasilo velikog formata, na novinskom papiru. 

## Uključivanje u politiku
Prve naslovne stranice u punom koloru publikovane su 15. decembra 1988. godine. Za njih je bio zadužen fotograf Ante Baković. Novine su vraćene u format časopisa i počele da se aktivnije uključuju u politički život Crne Gore i Jugoslavije. U 1989. godini Barske novine plivaju na talasu srpskog nacionalizma. Politička raslojavanja sa osnivačem uslovljavaju da list izlazi jednom u dva mjeseca. Otvoreno svrstavanje na jednu nacionalnu stranu, uz slogan Barske novine – posljednja odbrana srpstva, donosi listu javno odricanje dijela čitalaca i javnih radnika, ali i uniformnu podršku istomišljenika. Marta 1990. na naslovnoj strani osviću Sveti Sava i Slobodan Milošević, a temat broja posvećen je posjeti zavičaju Miloševića, uz poster u vidu porodičnog stabla kasnijeg srbijanskog i jugoslovenskog predsjednika. Broj 141 iz maja/juna 1990. štampan je u facinantnih 40.000 primjeraka, uz ponavljanje rodoslova Slobodana Miloševića. U posljednjem broju pred dugogodišnje gašenje, decembra 1990. godine, na naslovnoj strani je bio krst sa četiri ocila i natpis Pomozi Bože da se Srbi slože. Za nestabilnih devedesetih, rukovodstvo Informativnog centra nije željelo da pokreće Barske novine, objašnjavajući svoj postupak razlozima očuvanja mira i tolerancije, ali i nedostatkom novca. Tako je naredni broj lokalnog glasila izašao tek nakon šest i po godina. 

## Novo buđenje
Barske novine su 1. aprila 1997. godine izašle na 84 strane, ali su štampana samo četiri broja u kontinuitetu. Raspad do tada jedinstvene vladajuće partije u Crnoj Gori - DPS - uslovio je i gašenje lokalnog lista. Uslijedila je nova pauza, i tek su novembra i decembra 1998. štampana dva broja na 16, odnosno 24 strane. 

Konačno uspješni pokušaj potvrđivanja Barskih novina započeo je 1. januara 1999. godine. Novine su doživjele temeljno redizajniranje, a sadržaj časopisa kreiran je po uzoru na zapadnoevropske magazine slične provenijencije. Nedugo po ponovnom pokretanju, list u martu 1999. bilježi i rekord – u roku od dva dana prodat je kompletni tiraž. Od 1. marta 1999. sa Barskim novinama se štampao i prodavao bARS, časopis za umjetnost i kulturu.

Barske novine su 2000. uspostavile saradnju sa maritimnim stručnjacima, planktonolozima i ihtiolozima, botaničarima biolozima, arheolozima i istoričarima, koji su pisali čitalaštvu pripodobljene tekstove iz svog domena zanimanja. JP Informativni centar je 2001. godine publikovao Knjigu o Baru autora Željka Milovića i Sulja Mustafića, prvu cjelovitu monografiju o Baru, na osnovu tekstova iz ovog magazina. Barske novine su bile prvi lokalni magazin u Crnoj Gori prezentovan na internetu, 1999. godine. 

## Gašenje
Posljednji broj Barskih novina, ljeta 2003. godine, bio je ujedno i prvi štampan na latinici. Nakon usvajanja Zakona o medijima, po kojima lokalna uprava nije više imala pravo biti vlasnik novina, Informativni centar je ugasio časopis. Ista ekipa novinara je 2007. pokrenula Nove barske novine koje su izlazile do 2010. 

## Urednici novina
- brojevi 1-4 Maksim Lutovac (apr-jun 1981.)
- brojevi 5-8 Momčilo Popović (avg-nov 1981.)
- brojevi 9-93 Gordana Vujović (nov. 1981-sep. 1985.)
- brojevi 94-118 Momčilo Popović (sep. 1985-nov. 1987.)
- brojevi 119-125 Gordana Vujović (nov. 1987-jun 1988.)
- brojevi 126-135 Momčilo Popović (jun 1988-maj 1989.)
- brojevi 136-142 Jovan Plamenac (jul 1989-dec. 1990.)
- brojevi 143-146 Dajana Šorović (apr-jul 1997.)
- brojevi 147-148 Milan Vujović (nov-dec. 1998.)
- brojevi 149-203 Željko Milović (jan. 1999-jul 2003.)